# إفينيدين
الإفينيدين أو كما يعرف ب NEDPA أو EPE هو مخدر مسبب للتفارق يتم بيعه عبر الانترنت كدواء مصمم. تعتبر تلك العملية غير شرعية في بعض البلدان التي تعتبر هذا نوعًا من التصاوغ البنيوي لمخدر الأفيوين المحظور، بينما تستمر عملية بيعه في البلدان التي لم تجرم هذا بعد.
تمت دراسة الإفينيدين والدياريليثيلامينز ذات الصلة في المختبر كعلاج للإصابات العصبية، ومضادات لمستقبل ن-مثيل-د-أسبارتات NMDA. كما يمتلك الإفينيدين تقارب أضعف بكثير من ناقلات الدوبامين والنورإبينفرين (379 نانومتر و 841 نانومتر، على التوالي)، وكذلك لمواقع الربط σ1R (629 نانومتر) و σ2R (722 نانومتر).

## الأيض
يتكون مسار الإڤينيدين الأيضي من الأكسدة على موقع النيتروجين N ، وإزالة القلوية على موقع النيتروجين N، وإضافة واحدة أو اثنين من مجموعة الهيدروكسيل لحلقة البنزين، و إضافة مجموعة هيدروكسيل إلى حلقة الفينيل فقط بعد إزالة القلوية على موقع النيتروجين N. تم اقتران مستقلبات الدايهيدروكسي بإضافة حلقة ميثيل لمجموعة هيدروكسي واحدة، وأيضات الهيدروكسي بواسطة الاقتران الكبريتي أو الاقتران الغلوكوروني.

## الكيمياء
يتفاعل الإفينيدين مع اختبارات الكاشف لإعطاء مجموعة شبه فريدة من الألوان التي يمكن استخدامها للمساعدة في تحديد هويته.
| الكاشف   | لون التفاعل    |
| -------- | -------------- |
| ماركيز   | برتقالي> بني   |
| مانديلين | أخضر           |
| ليبرمان  | أحمر داكن> بني |
| فروهيد   | أصفر فاتح      |

## القانونية
اقترحت وكالة الصحة العامة في السويد أن يتم تصنيف الإيفينيدين كمادة خطرة في 1 يونيو 2015. ونتيجة لهذا الاقتراح، أصبح الإفينيدين من المواد المدرجة في جداول الحظر الدوائي في السويد، اعتبارًا من 18 أغسطس 2015.
في كندا، تم اعتبار مادة MT-15 وكل نظائرها من المواد المدرجة في جداول الحظر الدوائي من الدرجة الأولى. ويمكن أن تؤدي حيازة تلك المواد دون سلطة قانونية إلى السجن لمدة أقصاها 7 سنوات. وعلاوةً على ذلك، عدلت السلطات الصحية بكندا لوائح الغذاء والدواء في مايو، 2016 لتصنيف AH-7921 كدواء محظور. ولا يجوز امتلاك تلك المواد المخدرة إلا من قبل الوكالة القانونية المُخولة، أو الشخص الذي لديه تصريح أو المؤسسات الحاصلون على تراخيص من الوزارة.